# Foix-Candale-i Margit saluzzói őrgrófné
Foix-Candale-i Margit (1473 – Castres, 1536. december 9.), occitánul: Margarida de Fois-Candala, franciául: Marguerite de Foix-Candale, olaszul: Margherita di Foix-Candale, saluzzói őrgrófné, a Saluzzói Őrgrófság régense (1504–1526), Candale-i Anna magyar királyné nagynénje.

## Élete

A Saluzzói Őrgrófság elhelyezkedése Észak-Itáliában

I. János kendali gróf és De la Pole Margit kendali grófnő kisebbik lánya. Férje 1492-től II. Lajos, Saluzzo őrgrófja (1438–1504), aki anyja révén a Palaiologosz-házi bizánci császárok leszármazottja volt. A dinasztia egyik oldalága örökség révén a Montferrati Őrgrófságban uralkodott. Margit őrgrófné kísérte elhunyt bátyjának, II. Gaston János candale-i grófnak a lányát, Candale-i Anna királynét 1502-ben Saluzzótól Velencéig az esküvői menetben, mikor a magyar királyné és kísérete Franciaországból Magyarországra tartó útján rokonlátogatóban megállt Saluzzóban, ahol a kiterjedt Foix-Grailly-család tagjai üdvözölték magas rangú rokonukat.
Anna királyné második terhessége alatt 1506-ban Foix-Candale-i Margitot kérette maga mellé Budára, aki időközben férje elhunyta után legidősebb fia, Michelantonio (1495–1528) nevében átvette a régensséget az őrgrófságban. Öt fiút szült. Mind a négy nagykorúságot megért fia örökölte az őrgrófságot az elsőszülöttség sorrendjében.
1536. december 9-én halt meg Franciaországban, a ma Tarn megyéhez tartozó Castres városában, és a földi maradványait a castres-i Szent Benedek Székesegyházban helyezték örök nyugalomra.

## Gyermekei
- Férjétől, II. Lajos (1438–1504) saluzzói őrgróftól, 5 fiú:
  - Mihály Antal (1495–1528), Saluzzo őrgrófja: (1504–1528) nem nősült meg, 1 természetes leány
  - János Lajos (1496–1563), Saluzzo őrgrófja: (1528–1529), nem nősült meg, 4 természetes fiú
  - Ferenc (1498–1537), Saluzzo őrgrófja: (1529–1537), nem nősült meg, gyermekei nem születtek
  - Adorján (1499–1501) saluzzói őrgróf
  - Gábor (1501–1548), Saluzzo őrgrófja: (1537–1543) és (1544–1548), felesége Annebaut-i Magdolna (1519 körül – 1568. június 3.),[3] Claude d'Annebaut-nak, Annebault, Aubigny és Bristol urának, Franciaország marsalljának és tengernagyának, valamint Françoise (Marie) de Tournemine-nek, la Hunaudaye és Rets bárónőjének a lánya, gyermekeik nem születtek, 1 természetes fiú

## Jegyzetek

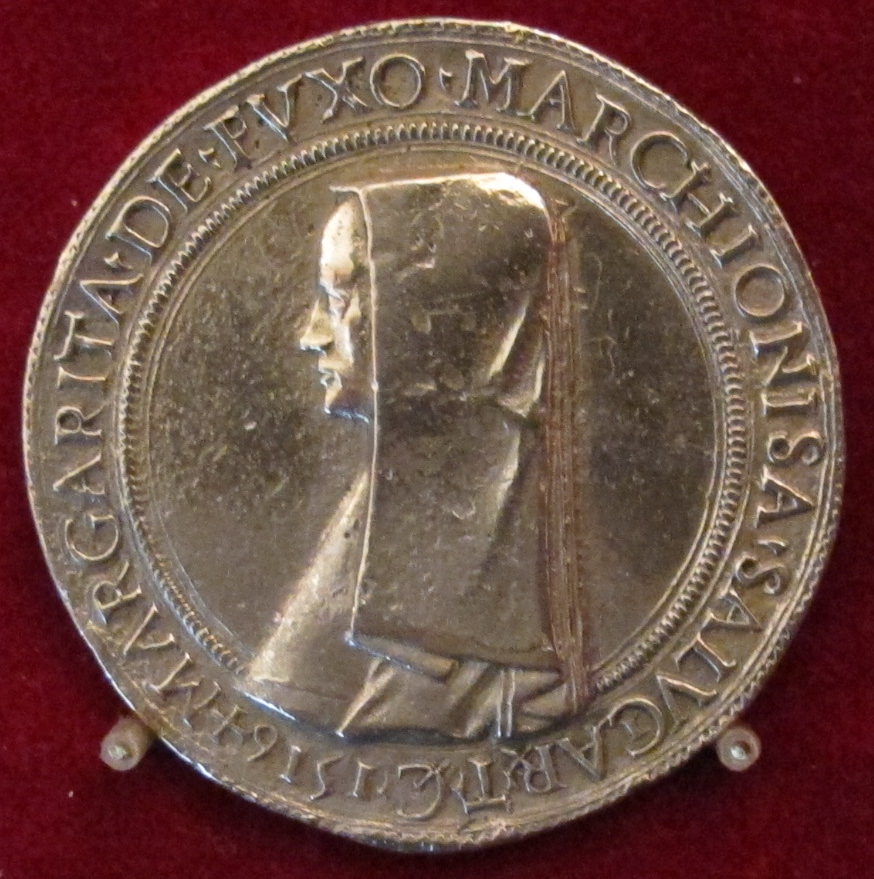
Margit őrgrófné képe pénzérmén

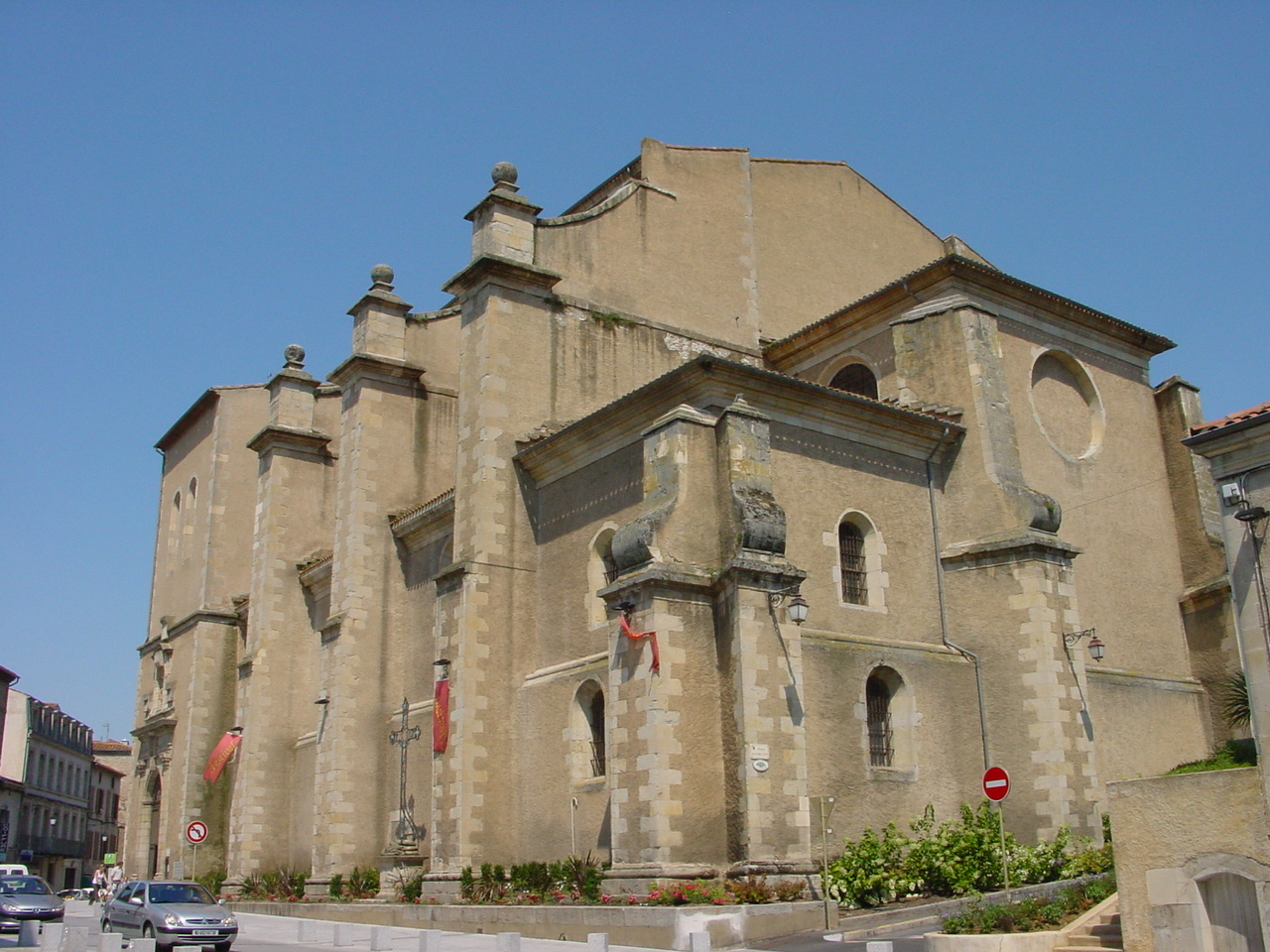
A castres-i Szent Benedek Székesegyház